# تشياكي إيتو
تشياكي إيتو (باليابانية: 伊藤千晃؛ بالكانا: いとう ちあき) هي عارضة أزياء ومغنية وعارضة وممثلة يابانية، ولدت في 10 يناير 1987 في ناغويا في اليابان.

## وصلات خارجية
- الموقع الرسمي
- تشياكي إيتو على موقع IMDb (الإنجليزية)
- تشياكي إيتو على موقع ميوزك برينز (الإنجليزية)
- تشياكي إيتو على موقع أول ميوزيك (الإنجليزية)
- تشياكي إيتو على موقع ديسكوغز (الإنجليزية)
- تشياكي إيتو على موقع ANN person (الإنجليزية)